# Vespasià
Titus Flavi Vespasià (llatí: Titus Flavius Vespasianus; nascut el 17 de novembre del 9 i mort el 24 de juny del 79), conegut simplement com a Vespasià, fou emperador romà entre el 69 i el 79 després de ser proclamat per les seves tropes i imposar-se en la guerra civil de l'any dels quatre emperadors. Fou el primer governant de la dinastia Flàvia.
Va accedir al porpra l'any 69 amb el suport de les legions orientals, a les quals es van unir les de Pannònia, Mèsia i Dalmàcia.

## Biografia
Net de centurió i fill d'un publicà anomenat Flavi Sabí i de Vespàsia Pol·la (germana d'un senador romà i filla del prefecte local), Vespasià era senador de primera generació, i era fill d'un cobrador d'impostos i prestador, encara que el seu avi tenia el rang d'eques i un oncle patern havia arribat a senador romà.
Va servir com a tribú militar a Tràcia i fou qüestor de la província de Creta i Cirene; després fou edil i pretor. En aquest temps es va casar amb Flàvia Domicil·la, filla d'un cavaller romà, amb la que va tenir dos fills (Tit i Domicià). Durant el regnat de Claudi i per influència de Narcís fou enviat a Germània com a llegat de legió; el 43 va tenir el mateix comandament a Britànnia i va reduir l'illa de Wight.
El 51 fou cònsol sufecte per dos mesos (els dos darrers mesos de l'any) i després fou procònsol d'Àfrica amb Neró. En aquest temps era relativament pobre i fou acusat d'obtenir diners per mitjans no honorables. Tot i així tenia molta reputació militar i els soldats l'estimaven perquè era frugal, moderat, enemic del luxe, de disposició amable i sense ser en cap moment venjatiu; com a persona tenia bona salut. Neró li va prohibir aparèixer a la seva presència perquè criticava la manera de declamar de l'emperador, però quan va necessitar un general per la guerra jueva el va haver de cridar i enviar a Orient al final del 66 amb un poderós exèrcit.
La guerra va elevar encara la seva reputació que estava molt alta quan la guerra va esclatar entre Marc Salvi Otó i Vitel·li (69) a la mort de Galba. L'1 de juliol del 69 fou proclamat emperador a Alexandria; el dia 3 ho fou a Judea (on es trobava) i en els dies següents a tot l'Orient. Licini Mucià, governador de Síria fou enviat contra Vitel·li i va encarregar al seu fill Tit la guerra contra els jueus. El general Antoni Prim, partidari de Vespasià, fou el principal impulsor de la guerra a Occident, i va derrotar Vitel·li. Vespasià era a Egipte quan va conèixer la notícia de la victòria dels seus a Cremona el 25 d'octubre del 69. A Alexandria es va trobar amb Apol·loni de Tíana; Dió Cassi diu que va apujar els impostos als alexandrins i es va fer odiós. Allí Domicià, el segon fill de Vespasià, fou declarat cèsar al saber-se la mort de Vitel·li (va morir el 20 de desembre). El senat va reconèixer a Vespasià i fou nomenat cònsol amb el seu fill Tit per l'any següent.
Licini Mucià va arribar a Roma l'endemà del dia de la mort de Vitel·li i va actuar amb plena autoritat, ja que Vespasià li havia donat plens poders. Domicià també va arribar a Roma i va donar un esplèndid congiarum als soldats. Mucià va fer matar molts personatges, entre els quals Galerià, fill de Gai Pisó (que havia aspirat a l'imperi en temps de Neró).
El 70 Tit i Vespasià foren cònsols però no eren a Roma l'1 de gener; Domicià fou pretor; Antoni Prim fou enviat fora de Roma amb les legions i el prefecte del pretori Arri Var fou substituït per Climent Arretí. El senat va instar a restaurar el Capitoli, que s'havia cremat a les lluites, i Helvidi Prisc va posar la primera pedra el 21 de juny del 70.
L'any 70 es va produir un atac dels sàrmates a Mèsia i van matar el governador Fonteu Agripa. Rubri Gal, enviat al seu lloc, va forçar la retirada dels sàrmates. D'altra banda el 69 es van revoltar els bataus dirigits per Juli o Claudi Civilis, que va obtenir el suport dels canninefates i altres. El general romà Aquili fou derrotat. Hordeoni Flac, comandant de Germània, va enviar a Mummi Luperc contra Civilis amb dues legions, però la major part es van unir al rebel i la resta foren expulsats cap a Castra Vetera; vuit cohorts formades per bataus i canninefates, van sortir de Magúncia i van derrotar Herenni Gal prop de la moderna Bonn; les forces de Civilis va fer jurament a Vespasià quan va saber la derrota de Vitel·li a Cremona (octubre de 69); però si realment lluitava per Vespasià haguera deposat les armes i en realitat va seguir lluitant contra els romans.
Domicià i Mucià van anar a la zona del Rin (70) però pel camí es van assabentar que ja el general Quint Petili Cerealis havia acabat amb la revolta i es van aturar a Lió. Abans de final d'any Domicià va anar a Itàlia per reunir-se amb Vespasià que també es dirigia cap allí.
Vespasià va enviar gra egipci a Roma i va dictar un decret pel que anul·lava les lleis de Neró i els seus tres successors, i desterrava als astròlegs (tot i que ell els consultava però no en feia gaire cas). En el seu viatge va passar per l'illa de Rodes i algunes ciutats de l'Àsia Menor i va desembarcar al sud d'Itàlia des d'on va passar a Roma.
Vespasià va restaurar la disciplina, va cooperar amb el senat en l'administració, va permetre construir a Roma en llocs buits si no ho feien els amos en un cert temps, i com a censor va purgar el senat. Va nomenar alguns patricis entre els quals Gneu Juli Agrícola (després fou el conqueridor de Britànnia). Va donar exemple de vida modesta contrastant amb el luxe dels seus predecessors. Era accessible a tothom i va refusar la creació d'una genealogia il·lustre enorgullint-se del seu origen. Va donar honors a Mucià al que en part devia el tron, però li va ocasionar alguns problemes, i va controlar al seu fill Domicià. Característica seva fou l'avarícia però gastava diners en els afers públics (Va realitzar grans obres públiques, destacant sobretot les vies provincials). Se'l considerava doncs sever i amb notable aversió a la luxúria, tendències que va transmetre a la societat.Vespasià es va envoltar d'homes d'Itàlia i de les províncies de caràcter semblant al seu, amb certa garreperia que no va ser alterada per l'èxit o la fama. Les seves relacions amb el Senat van ser correctes i fluides. Va recompondre les finances, que havien quedat en situació dolenta pels excessos d'alguns emperadors i les guerres civils.
El 71 Vespasià fou cònsol per tercera vegada amb Marc Cocceu Nerva (segurament el futur emperador). El senat li va atorgar un triomf per la victòria sobre els jueus, i un triomf separat fou concedit al seu fill Tit, però Vespasià va dir que amb un n'hi havia prou i per primera vegada a Roma un pare i un fill van celebrar un triomf junts. L'emperador va fer construir un temple de la Pau; en aquest temps Tit va començar a ajudar el seu pare en l'administració i fou nomenat prefecte del pretori. L'1 de juliol del 71, Tit va ser nomenat tribú i cònsol, càrrecs renovats des d'aleshores periòdicament de la mateixa manera que al seu pare.
El 72 Gai Cesenni Pet, governador de Síria successor de Mucià, va informar que Antíoc IV Epífanes de Commagena i el seu fill, Antíoc Epífanes, estaven en tractes amb l'Imperi Part per revoltar-se. No se sap si l'acusació era autentica o no per Vespasià li va donar plens poder i el 73 Pet va entrar al regne, el va ocupar i el va convertir en província romana. El rei es va retirar a Roma on va viure amb els seus fills Antíoc i Cal·línic. La capital Samòsata va canviar de nom a Flàvia (Flavia).
En aquest temps Petili Cerealis, el vencedor dels bataus, fou enviat a Britànnia on va sotmetre els brigants. Després el va substituir Sext Juli Frontí que va sotmetre els silurs del sud de Gal·les. Frontí va tenir per successor a Juli Agrícola.
El 73 es van produir disturbis a Alexandria. En aquest mateix any els estats o ciutats lliures de Rodes, Lícia, Bizanci, Cilícia i Acaia entre d'altres foren sotmesos als governadors romans al·legant que la seva llibertat s'aprofitava per crear problemes.
Helvidi Prisc fou assassinat poc després. Prisc era un filòsof estoic i Vespasià també va desterrar de Roma als filòsofs amb l'única excepció de Gai Musoni Ruf. Un filòsof de nom Demetri va insultar a l'emperador pels carrers de Roma. Va concedir una subvenció als retòrics grecs i llatins, entre ells Quintilià.

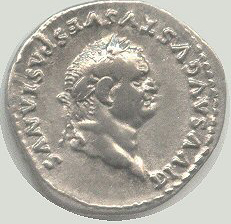
Efígie de Vespasià en una moneda encunyada.

El nombre de plets pendent era molt nombrós a causa de la interrupció de la justícia els últims anys i pels nous plets sorgits durant les lluites civils. Se sap que va ratificar les lleis de Claudi relatives a les dones lliures que es casaven amb l'esclau d'un altre, les quals passaven a ser esclaves excepte si obtenien el consentiment de l'amo de l'esclau (consentiment que no deslliurava de l'esclavitud de la descendència); i les relatives al préstec de diners a joves amb la garantia de la mort pròxima del pare (la contravenció d'aquesta norma feia que el creditor no pogués exigir el pagament ni tan sols a la mort del pare del deutor). Va restablir els impostos abolits per Galba i en va crear d'altres de nous, sobretot a les províncies, on va arribar a duplicar-los. La venda de les magistratures, pràctica iniciada en temps de Calígula) es va fer habitual, i també es venien les absolucions judicials.
El 74 (o 75) Vespasià i Tit van fer el darrer cens romà. Va establir un nou cens de senadors i cavallers delmats els últims anys. Ciutadans de les províncies van poder entrar en els dos ordes, sobretot els de la Gàl·lia Transalpina, la Tarraconense, la Bètica i la Gàl·lia Cisalpina. Va establir una renda de cinc-cents mil sestercis anuals per als consulars pobres. Va afavorir l'accés dels cavallers a l'ordre senatorial, i va designar senador diversos cavallers.
Va reduir el nombre de legions a vint-i-nou o trenta. Va llicenciar molts veterans i els va donar terres, i no va ser partidari d'incloure a les legions gaires provincials ni estrangers.
Vespasià va concedir a tots els habitants de la Tarraconense el dret llatí (ius latii) i va convertir les civitates en colònies. Moltes civitates van adoptar el nom de Flàvies, nom familiar dinàstic de Vespasià, entre elles la colònia Julia Flaviobriga, potser l'actual Bilbao.
El 77 va exercir el octau consolat junt amb Tit (d'aquest era el sisè). Plini el Vell va dedicar la seva Historia Naturalis a Tit. Aquest any Roma fou afectada per una epidèmia de pesta.
El 78 Agrícola a Britànnia, va sotmetre el nord de Gal·les i l'illa d'Anglesey que estava revoltada des del temps del govern de Suetoni Paulí.
El 79 fou descobert (després de 9 anys) l'amagatall de Juli Sabí, que s'havia proclamat cèsar a la Gàl·lia el 70, ja que deia que era fill de Juli Cèsar, i de la seva dona Epponina. Aquesta darrera es va tirar als peus de Vespasià amb els seus dos fills i va suplicar clemència pel seu marit, però Vespasià va fer matar tant a Sabí com a la seva dona, però va salvar als dos infants.
Aule Cecina Aliè i Marcel, tot i els favors rebuts de Vespasià, conspiraven contra aquest. La conspiració fou detectada i Tit va fer matar Cecina, sense judici el que era una irregularitat greu; Marcel si que fou jutjat pel senat i condemnat i fou decapitat.
A la primavera del 79 la salut de Vespasià s'havia deteriorat i va passar un temps a la casa del seu pare a Sabínia, on beure excessivament aigua freda li va deteriorar més l'estómac que ja tenia malament. Però va seguir governant fins al final doncs deia que l'emperador havia de morir a la feina. I així fou efectivament, el 24 de juny del 79 als 69 anys i mig. Va governar pràcticament deu anys i el va succeir el seu fill Tit, reconegut august pel senat.
La seva dona va morir abans de ser proclamat emperador com també la seva filla Domicil·la o Domitil·la. Tenia una concubina de nom Cenis que després de ser proclamat emperador va considerar com la seva dona legítima però com que no hi va haver matrimoni formal se l'ha de considerar concubina en sentit romà.